# Dysdera solers
Dysdera solers är en spindelart som beskrevs av Charles Athanase Walckenaer 1837. Dysdera solers ingår i släktet Dysdera och familjen ringögonspindlar.
Artens utbredningsområde är Colombia. Inga underarter finns listade i Catalogue of Life.